# Comisión de la Verdad, Justicia y Paz (Nicaragua)
La Comisión de la Verdad, Justicia y Paz es una comisión nicaragüense creada por la Asamblea Nacional para investigar las muertes y daños causados durante las protestas iniciadas el 18 de abril de 2018.
La Asamblea Nacional aprobó la creación de una comisión de la verdad el 29 de abril de 2018. La comisión fue juramentada el 6 de mayo con seis miembros: el sacerdote franciscano Uriel Molina Oliú; la doctora Myrna Kay Cunningham Kain; el vicerrector de la UNAN-Managua, Jaime López Lowery, el subprocurador de derechos humanos Adolfo Jarquín Ortel; y el académico Cairo Amador.
Tras su creación, la comisión solicitó la ayuda de la Comisión Interamericana de Derechos Humanos (CIDH) e inició contactos con el Alto Comisionado de las Naciones Unidas para los Derechos Humanos Zeid Ra'ad Al Hussein.
La comisión ha sido señalada en diversas ocasiones de tener conclusiones parcializadas y de servir a los intereses del oficialismo. Organizaciones y asociaciones civiles opositoras al gobierno de Daniel Ortega en muchas ocasiones utilizaron el término "comisión de la mentira" para referirse a ella y algunos medios de comunicación (como el diario La Prensa) la bautizaron como "La comisión Porras" en alusión a Gustavo Porras,  presidente de la Asamblea Nacional y diputado del FSLN.

## Conclusiones
En julio de 2018 la Comisión de la Verdad, Justicia y Paz publicó un informe preliminar de su investigación, documentando hechos ocurridos entre el 18 de abril y 4 de julio. Según el informe, en ese periodo murieron 222 personas, de las cuales 13 no están vincultadas a las protestas. También asegura que 8 personas fueron incluidas en listas de fallecidos de otras organizaciones, pero se ha verificado que continúan vivas. De las 209 personas fallecidas a causa del conflicto, 197 eran hombres y 12 eran mujeres. La mayoría de muertes, 105, se dieron en el departamento de Managua. En cuanto a la ocupación, se identificaron 57 trabajadores por cuenta propia, 49 trabajadores por cuenta ajena, 28 desempleados, 13 policías, 11 menores de edad no estudiantes, 10 estudiantes universitarios, 9 comerciantes, 6 estudiantes de secundaria, 5 campesinos, 4 taxistas, 4 amas de casa, 4 niños, 3 docentes, 2 periodistas, 2 vigilantes y 2 sin identificar.
En cuanto a las causas de muerte, la comisión revisó 81 autopsias en las que se determinó que la causa de muerte era disparo de arma de fuego en 77 casos, 2 por arma blanca, uno por asfixia química y uno por trauma contuso. La comisión sugiere que la mayoría de disparos habrían sido realizados por tiradores expertos, aunque indicó que no se accedió a toda la información necesaria.
Según la comisión, se documentaron las siguientes circunstancias de fallecimiento: 31 manifestantes en las protestas iniciales contra la reforma del Instituto Nicaragüense de Seguridad Social, 108 en tranques, en vías principales y cascos urbanos, 13 en resguardo de bienes públicos o privados (vigilantes, defensa contra saqueos), 2 durante el derribo de árboles de la vida, 6 víctimas de incendios, 25 víctimas colaterales de fuego cruzado, 4 secuestratos, torturados y ejecutados en Sébaco y Mulukukú, 1 productor secuestrado y ejecutado en Chontales, 10 en el sector de la Universidad Politécnica de Nicaragua, 8 en la marcha del 30 de mayo y 1 en la marcha de las flores en Managua.
La comisión verificó la atención médica a 1325 heridos a fecha de 26 de junio, 119 mujeres y 1206 hombres. La mayoría de ellos, 705, en el departamento de Managua, seguido del departamento de Chinandega, 154.